# Semicassis bisulcata
Semicassis bisulcata là một loài ốc biển lớn, là động vật thân mềm chân bụng sống ở biển trong họ Cassidae, họ ốc kim khôi.

## Hình ảnh

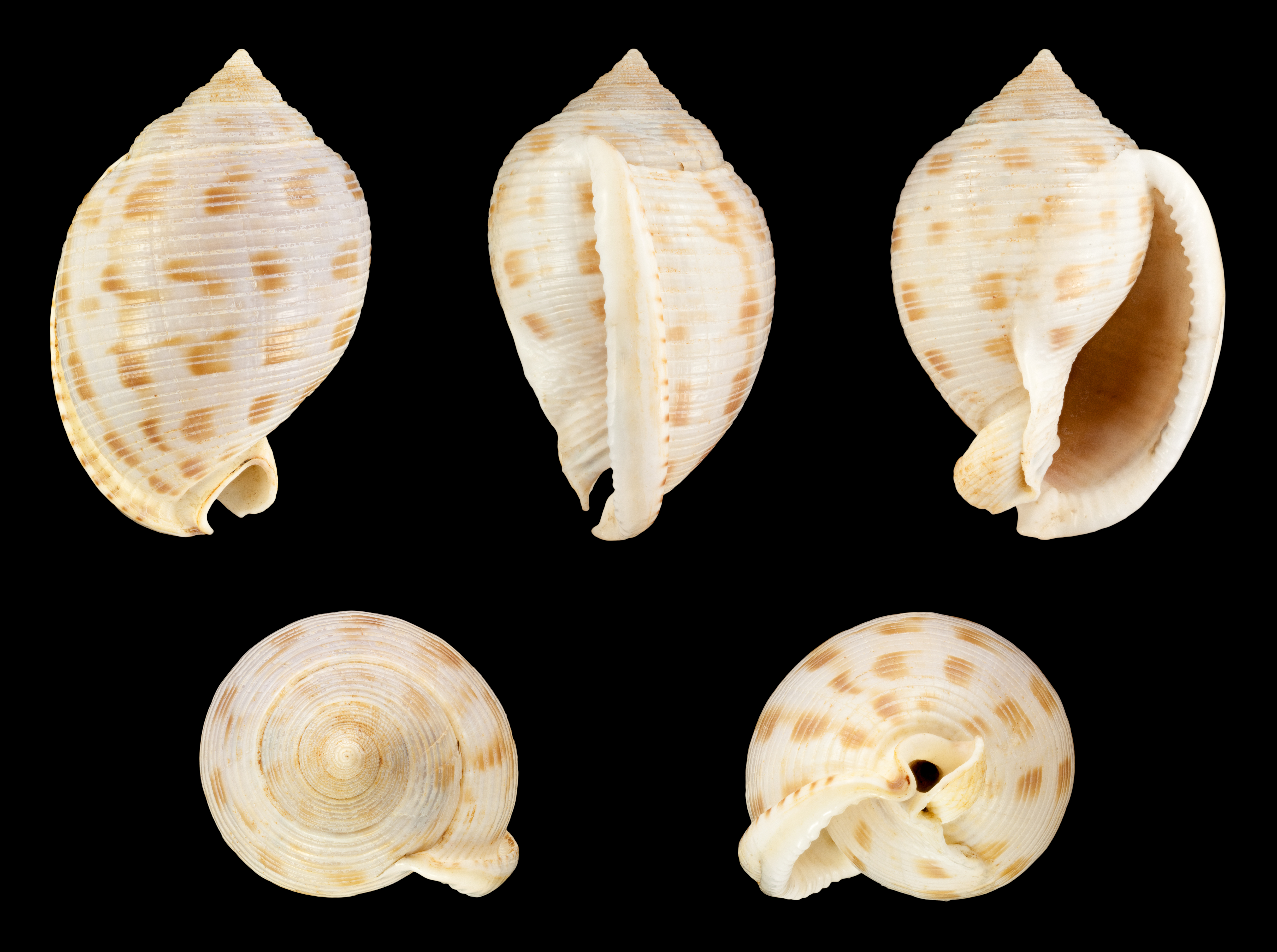
Semicassis bisulcata var. japonica

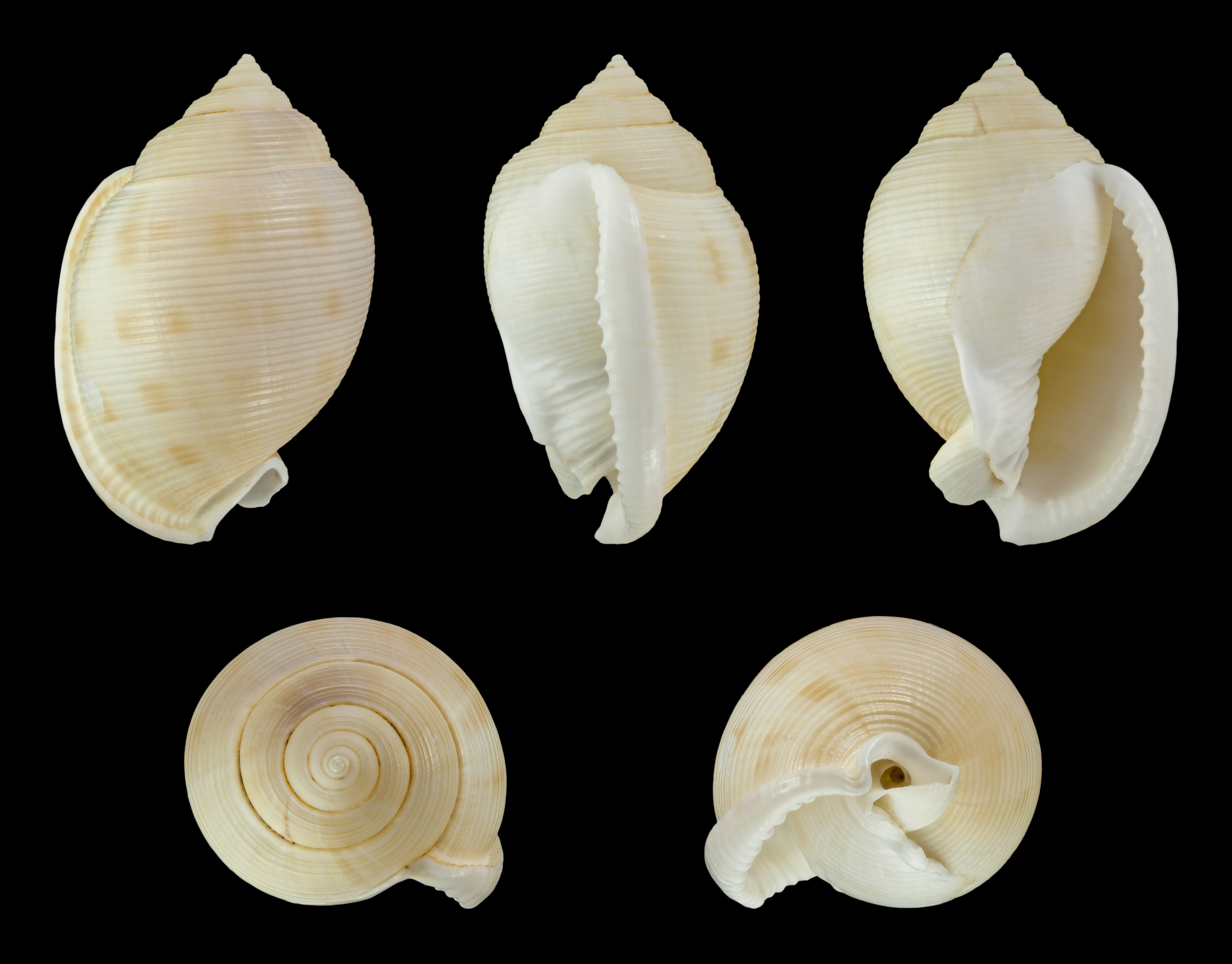
Semicassis bisulcata var. persimilis